# Mel de Ardagh
San Mél o Moel fue un santo de la Irlanda del siglo V, sobrino  de San Patricio. Era hijo de Conis (o Chonis) el Britón y la hermana de San Patricio, Darerca. Santa Darerca fue conocida como "madre de santos" porque la mayoría de sus hijos (diecisiete hijos y dos hijas) entraron en la vida religiosa, muchos serán más tarde reconocidos como santos, y muchos de los varones fueron obispos.
Mél y sus hermanos Melchu, Munis y Rioch acompañaron a su tío Patricio a Irlanda y le ayudaron en su trabajo misionero allí. Según los informes, Mél y su hermano Melchu fueron ambos consagrados obispos por el propio Patricio. Después de que Patricio construyó la iglesia de Ardagh, nombró a Mél obispo de Ardagh. Según la Vida de Santa Brígida, se dice que Mél no tuvo una sede fija durante la mayoría de su vida en el ministerio, lo que concuerda con otros relatos que lo describen como evangelista y misionero ambulante. Actuando según el precepto apostólico, Mél se sostuvo trabajando con sus manos; lo que ganaba más allá de sus necesidades básicas, se lo daba a los pobres.

## Vida

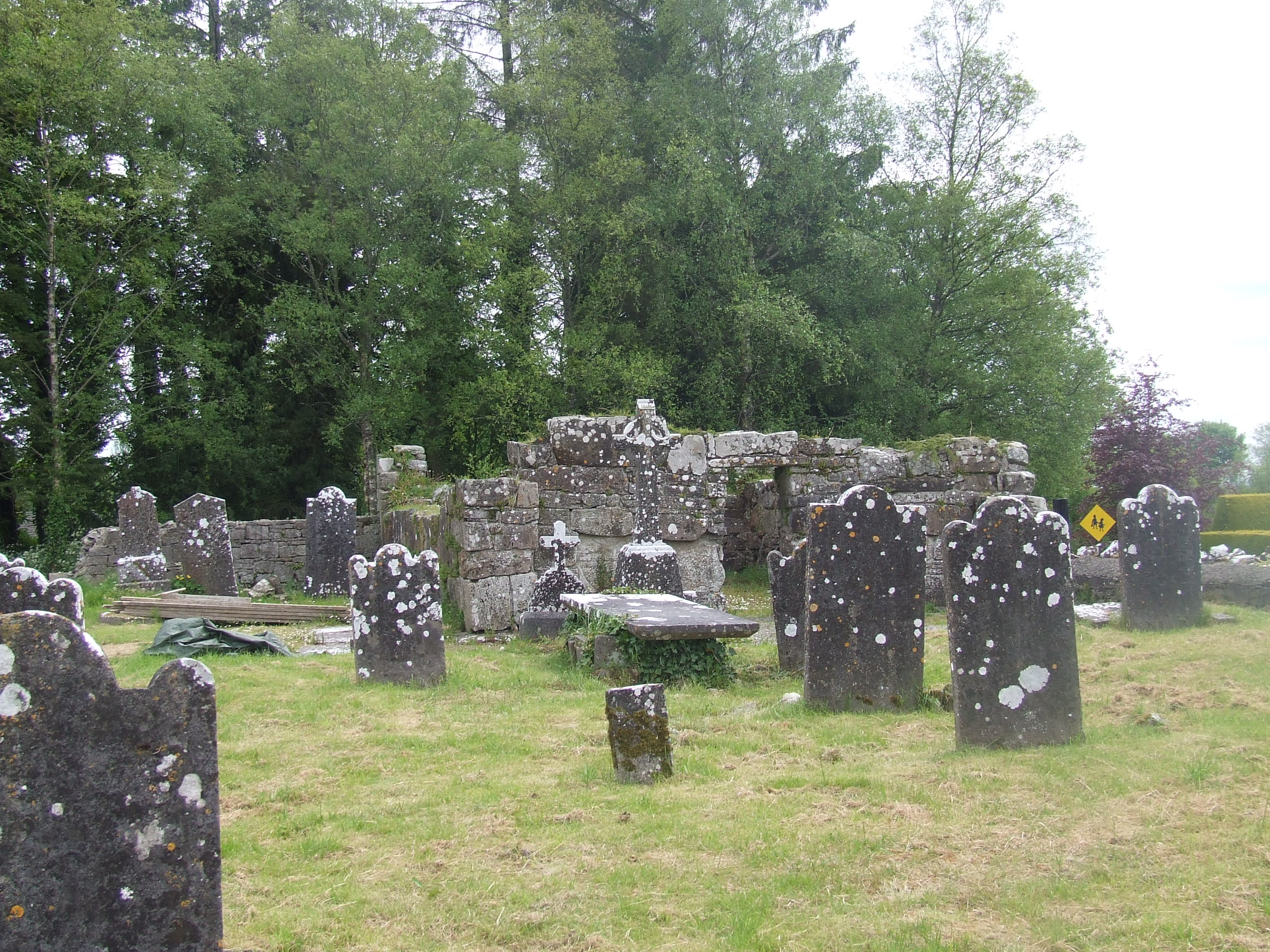
Ruinas de la antigua iglesia de San Mél, Ardagh.

Mél ayudó a evangelizar Irlanda mientras se mantenía a sí mismo a través del trabajo manual. Patricio nombró a Mél uno de los primeros obispos irlandeses y cabeza de la diócesis de Ardagh. Mél también fundó el monasterio de Ardagh donde fue obispo y abad, y se dice que tuvo el don de la profecía. Aceptó la profesión como monja de una joven Brígida de Kildare, y sirvió como su mentor mientras estuvo en Ardagh.
Mél vivió con su tía, Lupait, en su granja durante una parte de su ministerio, y se extendió el rumor de que su relación era de una naturaleza escandalosa. San Patricio fue a investigar. Mél y Lupait produjeron milagros para atestiguar su inocencia: Mel labrando en medio de su campo sacó de la tierra un pez vivo, y Lupait llevó brasas encendidas sin quemarse ella ni su ropa. San Patricio quedó satisfecho y les sugirió dejar de vivir juntos, regresando Mel a Ardagh.
Falleció en 488.

## Veneración
Hay numerosas evidencias confusas y contradictorias sobre la vida de San Mél, incluyendo la posibilidad de que él y Melchu fueran en realidad la misma persona. Mel mantiene un fuerte culto en el Condado de Longford donde fue el primer abad-obispo de un rico monasterio que floreció durante siglos. La catedral de Longford está dedicada a Mél, así como una universidad. Un báculo, que se cree perteneció a San Mél, fue encontrado en el siglo XIX en Ardagh cerca de las ruinas de la antigua iglesia de San Mél. El báculo se conserva en un relicario de bronce oscuro que una vez tuvo piedras doradas y de colores, que ardieron durante el incendio de 2009 que destruyó la catedral. Es el patrón de la diócesis católica de Ardagh. 
El día de San Mél, el 7 de febrero, empezó a celebrarse a nivel local como una fiesta de las personas solteras. El curioso "Día de San Mél" es una oportunidad para los solteros de la zona de festejar su estado civil. Las tradiciones incluyen enviar tarjetas del día de San Mel y que las personas organicen fiestas para sus amigos solteros, donde se suele servir un pescado horneado en recuerdo del milagro del santo.